# Seznam naselij v nekdanji Tržaški pokrajini
V seznamu so našteta naselja šestih občin, ki so nekdaj sestavljale Tržaško pokrajino. Na prvem mestu je navedeno uradno italijansko poimenovanje in nato uradno slovensko. Izjema so nekatera naselja, ki so ponovno uradno poimenovana samo s slovenskim imenom, zato je med oklepajem staro italijansko. Kjer  slovenskega imena ni, je napisano v oklepaju in/ali je napisano ležeče, naselje nima uradnega slovenskega imena.

## Občina Duino-Aurisina /Devin - Nabrežina
| Slovensko                | Italijansko                     |
| ------------------------ | ------------------------------- |
| Nabrežina (sedež občine) | Aurisina                        |
| Nabrežina Kamnolomi      | Aurisina Cave                   |
| Nabrežna Križ            | Aurisina Santa Croce            |
| Nabrežina Postaja        | Aurisina Stazione               |
| Cerovlje                 | Ceroglie                        |
| Devin                    | Duino                           |
| Mavhinje                 | Malchina                        |
| Medjevas                 | Medeazza                        |
| Portič                   | Portopiccolo                    |
| Prečnik                  | Precenico                       |
| Praprot                  | Prepotto                        |
| Šempolaj                 | San Pelagio                     |
| Štivan                   | San Giovanni di Duino           |
| Sesljan                  | Sistiana                        |
| Slivno                   | Slivia                          |
| Trnovca                  | Ternova (nekoč Ternova Piccola) |
| Ribiško naselje          | Villaggio del Pescatore         |
| Vižovlje                 | Visogliano                      |

## Občina Monrupino /Repentabor
| Slovensko            | Italijansko               |
| -------------------- | ------------------------- |
| Fernetiči            | Fernetti                  |
| Repen (sedež občine) | Repen (nekoč Rupingrande) |
| Col                  | Col (nekoč Zolla)         |
| Poklon (del Cola)    | Poklon                    |

## Občina Muggia /Milje
| Slovensko              | Italijansko               |
| ---------------------- | ------------------------- |
| Beloglav               | Belpoggio                 |
| Čampore                | Chiampore                 |
| Farned                 | Farnei                    |
| Lazaret - Sveti Jernej | Lazzaretto-San Bartolomeo |
| Milje (sedež občine)   | Muggia                    |
| Oreh                   | Noghere                   |
| Rabujez                | Rabuiese                  |
| Korošci                | S. Barbara                |
| Vinjan                 | Vignano                   |
| Cindis                 | Zindis                    |

## Občina San Dorligo della Valle /Dolina
| Slovensko              | Italijansko                                         |
| ---------------------- | --------------------------------------------------- |
| Žavlje                 | Aquilinia                                           |
| Boljunec               | Bagnoli della Rosandra                              |
| Gornji konec           | Bagoli Superiore                                    |
| Botač                  | Bottazzo                                            |
| Mačkolje               | Caresana                                            |
| Križpot (nekoč Kržada) | Crociata (nekoč Crociata di Prebenico)              |
| Domjo                  | Domio                                               |
| Draga                  | Draga (nekoč Draga Sant'Elia)                       |
| Frankovec              | Francovez                                           |
| Gročana                | Grozzana                                            |
| Hrvati                 | Hervati                                             |
| Lakotišče              | Lacotisce                                           |
| Log                    | Log                                                 |
| Krmenka                | Mattonaia                                           |
| Zabrežec               | Moccò                                               |
| Mont                   | Monte d'Oro                                         |
| Pesek                  | Pesek (nekoč Pese di Grozzana)                      |
| Prebeneg               | Prebeneg (nekoč Prebenico)                          |
| Pulje                  | Puglie di Domio                                     |
| Boršt                  | Sant'Antonio in Bosco (nekoč Sant'Antonio in Selva) |
| Dolina (sedež občine)  | Dolina (nekoč San Dorligo della Valle)              |
| Ricmanje               | San Giuseppe della Chiusa                           |
| Jezero                 | San Lorenzo                                         |
| Industrijska cona      | Zona Industriale                                    |

## Občina Sgonico /Zgonik
| Slovensko   | Italijansko          |
| ----------- | -------------------- |
| Brišče      | Bristie              |
| Briščiki    | Borgo Grotta Gigante |
| Božje polje | Campo Sacro          |
| Koludrovca  | Colludrozza          |
| Devinščina  | Devincina            |
| Gabrovec    | Gabrovizza           |
| Repnič      | Rupinpiccolo         |
| Zagradec    | Sagrado              |
| Salež       | Sales                |
| Samatorca   | Samatorza            |
| Zgonik      | Sgonico              |

## Občina Trieste /Trst
| Slovensko            | Italijansko       |
| -------------------- | ----------------- |
| Bani                 | Banne             |
| Barkovlje            | Barcola           |
| Bazovica             | Basovizza         |
| Naselje sv. Nazarija | Borgo San Nazario |
| Katinara             | Cattinara         |
| Ferlugi              | Conconello        |
| Kontovel             | Contovello        |
| Grljan               | Grignano          |
| Gropada              | Gropada           |
| Lonjer               | Longera           |
| Miramar              | Miramare          |
| Opčine               | Opicina           |
| Padriče              | Padriciano        |
| Prosek               | Prosecco          |
| Križ                 | Santa Croce       |
| Trebče               | Trebiciano        |
| Trst                 | Trieste           |